# Стефан Сърмабожов
Стефан Климентов Сърмабожов е български карикатурист и сатирик.

## Биография
Произхожда от видната охридска фамилия Сърмабожови. Син е на юриста Климент Сърмабожов. Завършва право, но започва да се занимава професионално с карикатура. Автор е във вестниците „Щурец“, „Щука“, „Нашенец“, „Папагал“, „Нова вечер“ и други. Работи заедно с Кирил Буюклийски, Михаил Павлов (Михаил Блек) и Димитър Кабрански. Илюстрира книгата „Геройство отдалеч“ от 1942 г. на Панайот Чинков.
След Деветосептемврийския преврат в 1944 година, е репресиран и умира млад.